# تاكاشي كانيموتو
تاكاشي كانيموتو (باليابانية: 兼本貴司؛ بالكانا: かねもと たかし) هو لاعب غولف ياباني، ولد في 12 ديسمبر 1970 في هيروشيما في اليابان.

## وصلات خارجية
- تاكاشي كانيموتو على موقع رابطة اليابان للاعبي الغولف المحترفين (الإنجليزية)
- تاكاشي كانيموتو على موقع التصنيف العالمي الرسمي للغولف (الإنجليزية)